# Diecezja litomierzycka

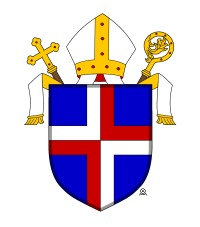
Herb diecezji litomierzyckiej

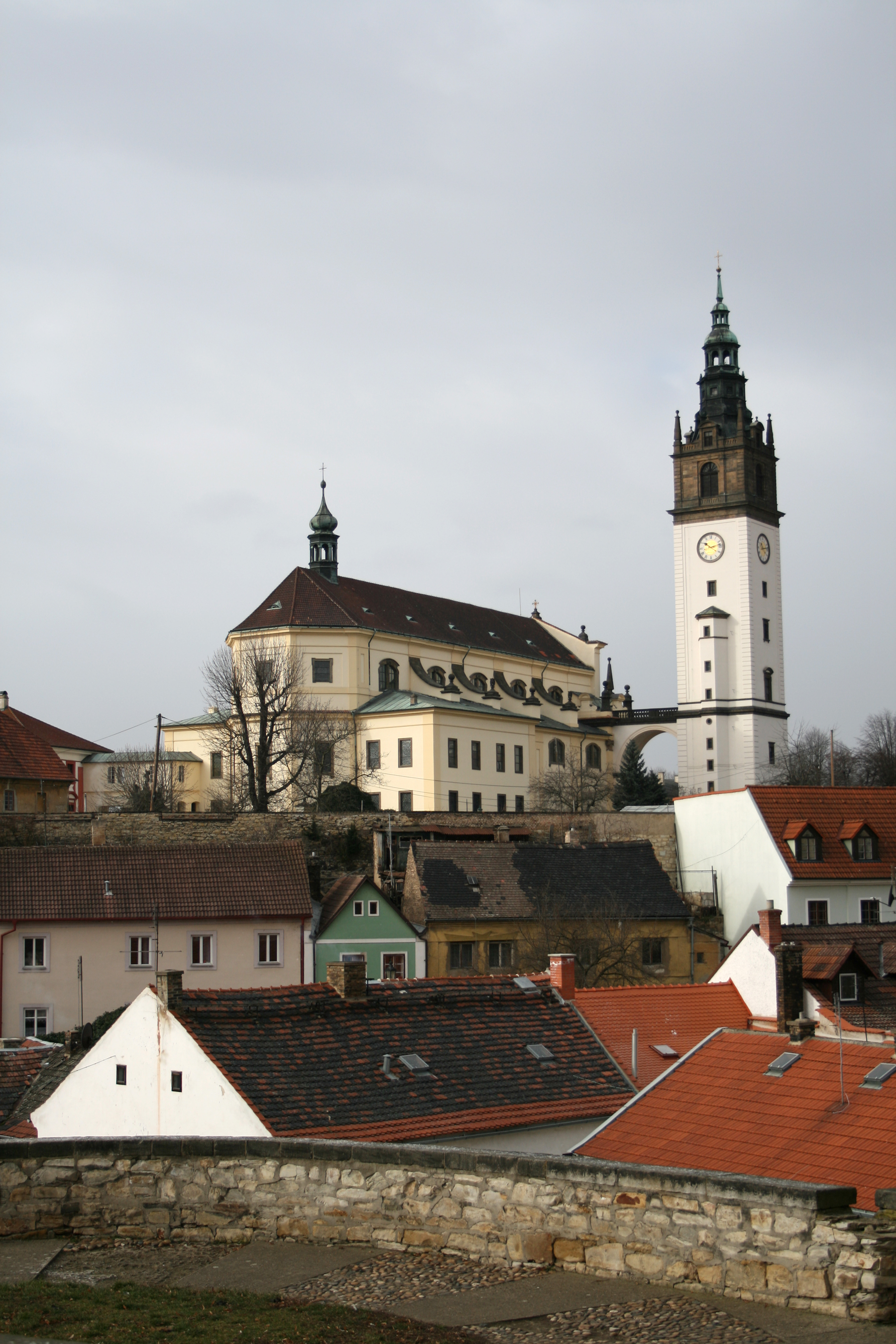
Katedra św. Szczepana w Litomierzycach

Diecezja litomierzycka (łac.: Dioecesis Litomericensis, cz.: Diecéze litoměřická) – katolicka diecezja czeska położona w północno-zachodniej części kraju, obejmująca swoim zasięgiem terytorium krajów: usteckiego i libereckiego. Siedziba biskupa znajduje się w katedrze św. Stefana w Litomierzycach.

## Historia
Kolegiata i istniejąca przy niej kapituła powstały w Litomierzyach w 1057. Obszar obecnego biskupstwa wchodził w skład diecezji, a następnie archidiecezji praskiej. W czasie wojny trzydziestoletniej cesarz Ferdynand III Habsburg zdecydował się w ramach akcji kontrreformacyjnej na terenie Królestwa Czeskiego na utworzenie nowej diecezji w Litomierzycach. Ze względu na ciągnące się negocjacje na temat uposażenia biskupstwa jego oficjalne erygowanie miało miejsce 3 lipca 1655. 
Do końca XVII w. została ustanowiona kapituła katedralna, a w 1738 seminarium duchowne. Początkowo obszar diecezji obejmował okręgi: Bilin, Czeską Lipę i Rumburg oraz małe enklawy w Saksonii i Górnych Łużycach (np. Schirgiswalde). W 1647 został on podzielony na dwa dekanaty z 62 parafiami. W 1670 liczba dekanatów wzrosła do sześciu. W 1784 poszerzono granice biskupstwa.
W wyniku przesiedleń ludności w XX wieku, głównie niemieckiej, liczba katolików zamieszkujących diecezję znacznie zmalała. W 1948 diecezja liczyła 449 parafii z 268 księżmi diecezjalnymi, 83 zakonnymi i 637 sióstr zakonnych.

## Biskupi
- biskup diecezjalny – bp Stanislav Přibyl
- biskup senior – bp Jan Baxant

## Podział administracyjny
W skład diecezji litomierzyckiej wchodzi obecnie 437 parafii, zgrupowanych w 10 dekanatach:
- Českolipský
- Děčínský
- Krušnohorský (Chomutovský)
- Liberecký
- Litoměřický
- Lounský
- Mladoboleslavský
- Teplický
- Turnovský
- Ústecký

## Główne świątynie
- Katedra św. Szczepana w Litomierzycach
- Bazylika Matki Bożej Bolesnej w Krupce
- Bazylika Matki Bożej Wspomożycielki Chrześcijan w Jiříkovie
- Bazylika św. Wawrzyńca i św. Zdzisławy w Jablonné v Podještědí
- Bazylika Wszystkich Świętych w Českiej Lípie

## Patroni
- św. Stefan (969–1038) – pierwszy król Węgier
- św. Zdzisława Czeska
- św. Feliks
- św. Wiktoryn